# World Series 1936
Le World Series 1936 sono state la 33ª edizione della serie di finale della Major League Baseball al meglio delle sette partite tra i campioni della National League (NL) 1936, i New York Giants e quelli della American League (AL), i New York Yankees. A vincere il loro quinto titolo furono gli Yankees per quattro gare a due.
Gli Yankees disputarono le loro prime World Series senza Babe Ruth e le loro prime con Joe DiMaggio. Ruth era stato svincolato dagli Yankees dopo la stagione 1934 e aveva disputato l'ultima stagione nel 1935 con i Boston Braves.

## Sommario
I New York Yankees hanno vinto la serie, 4-2.
| Gara | Date         | Risultato                                             | Stadio         | Tempo | Pubblico |
| ---- | ------------ | ----------------------------------------------------- | -------------- | ----- | -------- |
| 1    | 30 settembre | New York Yankees – 1, New York Giants – 6             | Polo Grounds   | 2:40  | 39.419   |
| 2    | 2 ottobre    | New York Yankees – 18, New York Giants – 4            | Polo Grounds   | 2:49  | 43.543   |
| 3    | 3 ottobre    | New York Giants – 1, New York Yankees – 2             | Yankee Stadium | 2:01  | 64.842   |
| 4    | 4 ottobre    | New York Giants – 2, New York Yankees – 5             | Yankee Stadium | 2:12  | 66.669   |
| 5    | 5 ottobre    | New York Giants – 5, New York Yankees – 4 (10 inning) | Yankee Stadium | 2:45  | 50.024   |
| 6    | 6 ottobre    | New York Yankees – 13, New York Giants – 5            | Polo Grounds   | 2:50  | 38.427   |

## Hall of Famer coinvolti
- Yankees: Joe McCarthy (man.), Bill Dickey, Joe DiMaggio, Lou Gehrig, Lefty Gomez, Tony Lazzeri, Red Ruffing
- Giants: Carl Hubbell, Travis Jackson, Mel Ott, Bill Terry